# Hilongos
Hilongos ist eine philippinische Stadtgemeinde in der Provinz Leyte. Sie hat 63.431 Einwohner (Zensus 1. August 2015).

## Baranggays
Hilongos ist politisch in 51 Baranggays unterteilt.
| - Agutayan - Atabay - Baas - Bagumbayan - Baliw - Bantigue - Bung-aw - Cacao - Campina - Cantandog 1 - Cantandog 2 - Concepcion - Himo-aw - Hitudpan - Imelda Marcos (Pong-on) - Kang-iras - Lamak | - Libertad - Liberty - Lunang - Magnangoy - Marangog - Matapay - Naval - Owak - Pa-a - Central Barangay (Pob.) - Eastern Barangay (Pob.) - Western Barangay (Pob.) - Pontod - Proteccion - San Agustin - San Antonio - San Isidro | - San Juan - San Roque - Santa Cruz - Santa Margarita - Santo Niño - Tabunok - Tagnate - Talisay - Tambis - Tejero - Tuguipa - Utanan - Bagong Lipunan - Bon-ot - Hampangan - Kangha-as - Manaul |